# Denis M. Hannigan
Denis Meredith Hannigan (* 6. Oktober 1953 in Sacramento, Kalifornien) ist ein US-amerikanischer Filmkomponist.

## Leben
Denis M. Hannigans Vater arbeitete im Außenministerium, weswegen er große Teile seiner Kindheit in Südostasien verbrachte. Nach dem Vietnamkrieg zog er nach San Francisco und studierte am  College of Marin. Während seiner Zeit in Los Angeles lernte er den Musiker Mark Mothersbaugh kennen, mit dem er Anfang der 1990er Jahre anfing für Film- und Fernsehproduktionen die Musik zu komponieren. So arbeiteten beide zusammen an Rugrats, Was ist Pat? und Sliders – Das Tor in eine fremde Dimension.

## Filmografie (Auswahl)
- 1992–1996: Rugrats (Fernsehserie, 52 Folgen)
- 1994: Bundles – Ein Hund zum Verlieben (The Shaggy Dog)
- 1994: Was ist Pat? (It’s Pat)
- 1995: Sliders – Das Tor in eine fremde Dimension (Sliders, Fernsehserie)
- 1997–2001: Disneys Große Pause (Recess, Fernsehserie, 129 Folgen)
- 1998–2005: CatDog (Fernsehserie, 69 Folgen)
- 2001: Disneys Große Pause: Der Weihnachtswunderfilm (Recess Christmas: Miracle on Third Street)
- 2001: Disneys Große Pause: Die geheime Mission (Recess: School's Out)